# Bartoloměj Kuru
Bartoloměj Kuru (* 6. April 1987 in Nymburk) ist ein österreichischer Fußballtorwart.

## Karriere
Der Torwart, dessen Eltern aus Tschechien (Vater) und Polen (Mutter) stammen, spielte von 2005 bis 2008 in der zweitklassigen Ersten Liga bei den Amateuren der Wiener Austria. Am 20. Mai 2007 feierte er sein Bundesliga-Debüt mit einem 3:0-Sieg gegen den SCR Altach. Im Juli 2007 nahm er an der U-20-Weltmeisterschaft in Kanada teil. Sein Vertrag bei der Wiener Austria endete 2008.
Im Jahr 2009 wechselte Kuru zum SV Grödig in die zweithöchste österreichische Spielklasse. Nachdem er dort nur Ersatztorhüter hinter Simon Manzoni war und die Grödiger abstiegen, wechselte er in die Slowakei zum DAC Dunajská Streda. Ohne ein einziges Pflichtspiel bestritten zu haben, wechselte er vor der Saison 2010/11 zum First Vienna FC. 2012 verließ er First Vienna und wechselte zu Bohemians 1905 Prag.
2013 wechselte er zurück nach Österreich zum SC-ESV Parndorf 1919. Nachdem er beim SK Austria Klagenfurt gespielt hatte, wechselte er im Sommer 2015 zum SKN St. Pölten, mit dem er 2015/16 in die Bundesliga aufsteigen konnte.
Im Jänner 2017 wechselte Kuru zum Landesligisten ASK-BSC Bruck/Leitha. Mit Bruck stieg er zu Saisonende in die Regionalliga auf. In zweieinhalb Jahren bei Bruck absolvierte er 69 Ligaspiele. Zur Saison 2019/20 wechselte er zum Ligakonkurrenten SC Wiener Neustadt, der sich im November 2019 in 1. Wiener Neustädter SC umbenannte. Für Wiener Neustadt kam er zu 17 Regionalligaeinsätzen. Zur Saison 2020/21 wechselte er zum Ligakonkurrenten FC Mauerwerk. Für Mauerwerk kam er zu vier Regionalligaeinsätzen.
Zur Saison 2021/22 wechselte er weiter innerhalb der Liga zum SC Neusiedl am See. Im November 2021 gestand Kuru, während der Saison 2021/22 an Spielmanipulationen aktiv beteiligt gewesen zu sein. In der Winterpause verließ er daraufhin Neusiedl, im März 2022 wurde er vom ÖFB aufgrund der Vorfälle suspendiert.

## Erfolge
- Bester Torwart beim U-19 Turnier in Katar 2005
- Teilnahme an der U-19-Europameisterschaft 2006 in Polen (Semifinale)
- Teilnahme an der U-20-Weltmeisterschaft 2007 in Kanada (4. Platz)